# فرقة التلفزيون للفنون
فرقة التلفزيون للفنون ويشار إليها باسم فرقة التلفزيون اختصارًا؛ هي فرقة فنون شعبية كويتية تتبع تلفزيون الكويت. تأسست في عام 1978 بمبادرة من وزير الإعلام الكويتي الأسبق محمد السنعوسي واقتراح المطرب شادي الخليج لجمع التراث الشعبي الكويتي والحفاظ عليه وتطوير الفنون الشعبية. تعد فرقة التلفزيون ممثل تلفزيون الكويت في المناسبات الوطنية والمهرجانات الدولية. يعد نشيد مصيرنا واحد (خليجنا واحد) النشيد الأشهر للفرقة، وأصبح بمثابة النشيد الوطني الخليجي.

## أبرز الأعضاء
- فيصل الضاحي (قائد الفرقة)
- غنام الديكان (مشرف ومدرّب أصوات وملحن)
- مرزوق المرزوق (مشرف ومدرّب أصوات وملحن)
- نجم العميري (مشرف ومدرب إيقاعات)
- بدر الجويهل (مشرف ومدرب وملحن)
- مرجان عبد الله (مشرف ومدرب حركة/ نحو سنتين)
- سلوى طلب (مدربة حركة ومصممة)
- علاء الشربيني (مدرب حركة ومصمم)